# Linia kolejowa nr 142

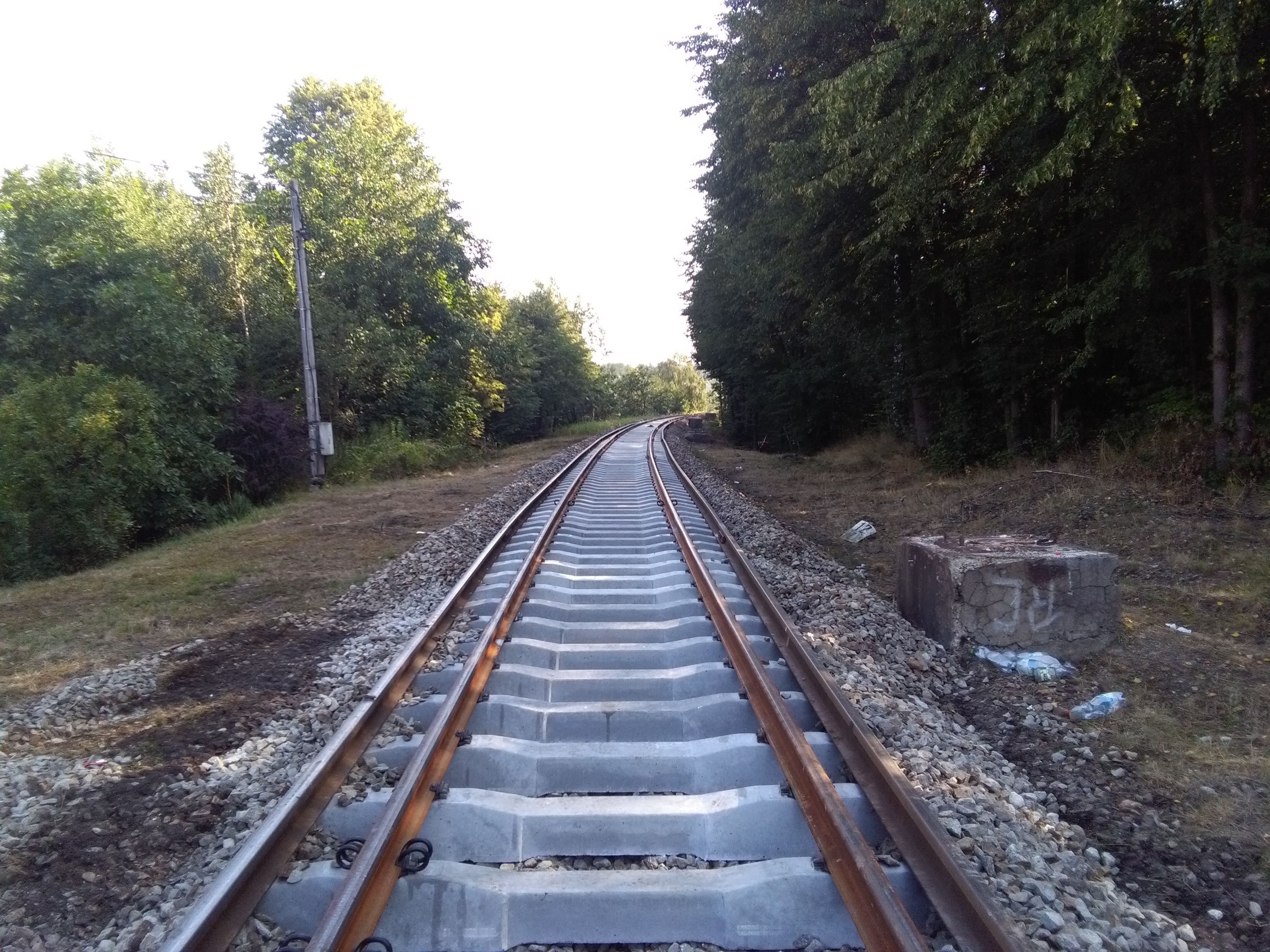
Linia kolejowa nr 142 podczas modernizacji (2018)

Linia kolejowa nr 142 Katowice Ligota – Tychy – jednotorowa, zelektryfikowana w 1961 roku, drugorzędna linia kolejowa łącząca stację Katowice Ligota ze stacją Tychy.

## Historia
W 1868 roku uruchomiono linię kolejową z Tarnowskich Gór do Pszczyny przez Bytom, Szopienice, Ligotę, Murcki, Kostuchnę, Tychy. Podczas budowy nasypu kolejowego na terenie dzisiejszej Dąbrowy natrafiono na cmentarz żołnierzy saskich z 1734 roku, których szczątki wywożono taczkami na wzgórze koło kapliczki. 4 marca 1961 roku linia kolejowa została zelektryfikowana.
We wrześniu 1994 roku wyłączono dla przewozów osobowych odcinek Katowice Ligota – Ochojec – Murcki – Kostuchna – Tychy.
W lutym 2018 PKP PLK podpisały umowę na rewitalizację linii.
18 grudnia 2019 roku pociągi wróciły na linię kolejową po modernizacji. Prace objęły wymianę na linii nr 142 łącznie 15 km torów, 14 rozjazdów, kompleksową przebudowę sieci trakcyjnej, remont dwóch wiaduktów i 16 przepustów oraz przebudowę siedmiu przejazdów kolejowo-drogowych (które zyskały nowe oświetlenie i nawierzchnię drogową, a także nowe urządzenia samoczynnej sygnalizacji przejazdowej).